# Port Orchard (Washington)
Port Orchard je grad u američkoj saveznoj državi Washington. Prema popisu stanovništva iz 2010. u njemu je živjelo 11.144 stanovnika.